# Denton (Michigan)
Pour les articles homonymes, voir Denton.
Denton est un township situé dans le comté de Roscommon dans l'état du Michigan.
Sa population était de 5 293 habitants en 2020.